# Feyenoord in het seizoen 2003/04
Hier staan alle statistieken van Feyenoord tijdens het seizoen 2003/04.

## Wedstrijden

### Holland Casino Eredivisie
| Datum      | Thuis         | Uitslag | Uit            | Doelpuntenmakers Feyenoord | Bijzonderheden                                                                   |
| ---------- | ------------- | ------- | -------------- | --- | -------------------------------------------------------------------------------- |
| 17-08-2003 | Feyenoord     | 2 - 1   | N.E.C.         | 1-0 52' Lazović Buffel 2-0 74' Buffel |                                                                                  |
| 23-08-2003 | sc Heerenveen | 1 - 0   | Feyenoord      | |                                                                                  |
| 31-08-2003 | Feyenoord     | 2 - 1   | NAC Breda      | 1-1 82' Bombarda 2-1 90' Buffel Peter van den Berg |                                                                                  |
| 14-09-2003 | AZ *          | 2 - 2   | Feyenoord      | 0-1 8' (pen.) Kuyt 2-2 79' Kuyt | * Speelde de wedstrijd uit met 10 spelers (± 32 min.)                            |
| 21-09-2003 | Feyenoord     | 1 - 3   | PSV            | 1-1 20' Buffel Kuyt |                                                                                  |
| 28-09-2003 | FC Zwolle     | 0 - 3   | Feyenoord      | 0-1 52' Ono Van Wonderen 0-2 68' Lurling Acuña 0-3 70' Ono Kuyt                                                                                       |                                                                                  |
| 05-10-2003 | Feyenoord     | 2 - 0   | RBC            | 1-0 14' Van Persie Ono 2-0 90' Lurling Lazović |                                                                                  |
| 19-10-2003 | Roda JC       | 1 - 1   | Feyenoord      | 0-1 3' Kuyt Van Persie |                                                                                  |
| 26-10-2003 | Feyenoord     | 2 - 1   | Willem II      | 1-0 30' Lurling Kuyt 2-1 90' Buffel Leonardo I |                                                                                  |
| 02-11-2003 | FC Groningen  | 3 - 3   | Feyenoord      | 0-1 5' Lurling Ono 0-2 35' Kuyt Paauwe 0-3 46' Paauwe Schreuder                                                                                       |                                                                                  |
| 09-11-2003 | FC Volendam   | 1 - 3   | Feyenoord      | 0-1 3' (pen.) Kuyt 1-2 81' Van Persie Lurling 1-3 86' Kuyt Van Persie                                                                                 |                                                                                  |
| 22-11-2003 | Feyenoord     | 3 - 0   | Vitesse *      | 1-0 21' Van Persie Paauwe 2-0 43' Paauwe Ono 3-0 80' Kuyt                                                                                             | * Speelde de wedstrijd uit met 10 spelers (± 1 min.)                             |
| 30-11-2003 | Ajax          | 2 - 0   | Feyenoord      | |                                                                                  |
| 07-12-2003 | Feyenoord     | 4 - 1   | ADO Den Haag   | 1-1 23' Van Persie Ono 2-1 45' Van Wonderen Van Persie 3-1 46' Van Persie Swerts 4-1 58' Pardo Lurling                                                |                                                                                  |
| 13-12-2003 | FC Twente     | 4 - 2   | Feyenoord      | 2-1 42' Kuyt Van Persie 4-2 86' Pardo Kuyt |                                                                                  |
| 21-12-2003 | RKC Waalwijk  | 0 - 0   | Feyenoord      | |                                                                                  |
| 25-01-2004 | Feyenoord     | 3 - 2   | FC Utrecht *   | 1-2 27' Buffel Schreuder 2-2 79' Lazović 3-2 81' Lazović Schreuder                                                                                    | * Speelde de wedstrijd uit met 10 spelers (± 12 min.) 78' (pen.) Kuyt            |
| 28-01-2004 | N.E.C.        | 1 - 2   | Feyenoord      | 1-1 48' Kuyt Van Persie 1-2 57' Buffel Kuyt |                                                                                  |
| 01-02-2004 | Feyenoord     | 3 - 2   | FC Twente      | 1-0 10' Buffel Kuyt 2-0 35' Kuyt Buffel 3-0 68' Buffel Kuyt                                                                                           |                                                                                  |
| 08-02-2004 | Vitesse       | 0 - 0   | Feyenoord      | |                                                                                  |
| 11-02-2004 | Feyenoord     | 0 - 3   | AZ             | |                                                                                  |
| 15-02-2004 | ADO Den Haag  | 2 - 2   | Feyenoord      | 1-1 37' Van Persie Kuyt 1-2 42' Buffel Paauwe | 34' Gyan                                                                         |
| 29-02-2004 | Willem II     | 0 - 3   | Feyenoord      | 0-1 60' Lurling Schreuder 0-2 71' Song Lurling 0-3 84' E. Smolarek Buffel                                                                             |                                                                                  |
| 07-03-2004 | Feyenoord     | 2 - 2   | sc Heerenveen  | 1-2 74' Buffel Kuyt 2-2 81' Buffel Lurling |                                                                                  |
| 14-03-2004 | PSV           | 0 - 1   | Feyenoord      | 0-1 12' E. Smolarek |                                                                                  |
| 21-03-2004 | Feyenoord     | 1 - 0   | RKC Waalwijk   | 1-0 6' Kuyt Lurling |                                                                                  |
| 28-03-2004 | Feyenoord     | 3 - 0   | Roda JC *      | 1-0 16' Buffel 2-0 57' (pen.) Kuyt 3-0 74' E. Smolarek Ono                                                                                            | * In de 65' minuut werd trainer Wiljan Vloet (Roda JC) naar de tribune verwezen. |
| 04-04-2004 | NAC Breda     | 0 - 3   | Feyenoord      | 0-1 51' Peter van den Berg Ono 0-2 66' Buffel Kuyt 73' Buffel E. Smolarek                                                                             | 54', 75' Song                                                                    |
| 11-04-2004 | Feyenoord     | 1 - 1   | Ajax           | 1-1 89' Kuyt Van Persie |                                                                                  |
| 18-04-2004 | FC Utrecht    | 0 - 3   | Feyenoord      | 0-1 51' E. Smolarek Lurling 0-2 62' Kuyt Ono 0-3 75' E. Smolarek Lurling                                                                              |                                                                                  |
| 25-04-2004 | Feyenoord     | 2 - 0   | FC Volendam    | 1-0 45' E. Smolarek Ono 2-0 75' (pen.) Kuyt |                                                                                  |
| 02-05-2004 | Feyenoord     | 1 - 2   | FC Groningen * | 1-0 55' Kuyt Buffel | * Speelde de wedstrijd uit met 10 spelers (± 32 min.)                            |
| 09-05-2004 | RBC           | 1 - 4   | Feyenoord      | 0-1 18' Kuyt 1-2 36' Buffel Paauwe 1-3 73' Paauwe Ono 1-4 79' E. Smolarek Kuyt                                                                        |                                                                                  |
| 16-05-2004 | Feyenoord     | 7 - 1   | FC Zwolle      | 1-0 1' Lazović Ono 2-0 9' Lazović Buffel 3-0 16' Kuyt Buffel 4-0 28' Kuyt Buffel 5-0 50' Paauwe Schreuder 6-1 79' Kuyt Schreuder 7-1 81' Lazović Kuyt |                                                                                  |

### Amstel Cup

#### Achtste finale
De clubs die europees voetbal spelen stromen tijdens de achtste finale van het toernooi in.
| Datum      | Thuis     | Uitslag | Uit     | Doelpuntenmakers Feyenoord | Bijzonderheden |
| ---------- | --------- | ------- | ------- | -------------------------- | -------------- |
| 18-12-2003 | Feyenoord | 1 - 0   | Vitesse | 1-0 37' Lurling            |                |

#### Kwartfinale
| Datum      | Thuis       | Uitslag | Uit       | Doelpuntenmakers Feyenoord | Bijzonderheden |
| ---------- | ----------- | ------- | --------- | -------------------------- | -------------- |
| 04-02-2004 | FC Twente * | 3 - 1   | Feyenoord | 1-1 29' Kuyt               | * Winst n.v.   |

### Europees

#### UEFA Cup

##### Eerste ronde
| Datum      | Thuis      | Uitslag | Uit        | Doelpuntenmakers Feyenoord  | Bijzonderheden |
| ---------- | ---------- | ------- | ---------- | --------------------------- | -------------- |
| 25-09-2003 | Feyenoord  | 2 - 1   | FC Kärnten | 1-1 64' Kuyt 2-1 76' Buffel |                |
| 16-10-2003 | FC Kärnten | 0 - 1   | Feyenoord  | 0-1 14' Buffel              |                |

##### Tweede ronde
| Datum      | Thuis      | Uitslag | Uit        | Doelpuntenmakers Feyenoord | Bijzonderheden |
| ---------- | ---------- | ------- | ---------- | -------------------------- | -------------- |
| 06-11-2003 | Feyenoord  | 0 - 2   | FK Teplice |                            | 2' Swerts      |
| 27-11-2003 | FK Teplice | 0 - 1   | Feyenoord  | 0-1 33' Snoyl              |                |

## Selectie
| Nr.         | Positie | Speler                              |
| ----------- | ------- | ----------------------------------- |
| Doel        |         |                                     |
| 1           | DM      | Edwin Zoetebier                     |
| 30          | DM      | Patrick Lodewijks                   |
| 31          | DM      | Zbigniew Małkowski                  |
| Verdediging |         |                                     |
| 2           | V       | Christian Gyan                      |
| 3           | V       | Peter van den Berg                  |
| 4           | V       | Patrick Mtiliga was V Pieter Collen |
| 5           | V       | Ramon van Haaren                    |
| 8           | V       | Kees van Wonderen                   |
| 17          | V/M     | Patrick Paauwe                      |
| 24          | V       | Chong-Gug Song                      |
| 26          | V       | Gérard de Nooijer                   |
| 27          | V       | Glenn Loovens                       |
| 28          | V       | Gill Swerts                         |
| 33          | V       | Ferne Snoyl                         |

| Nr.        | Positie | Speler            |
| ---------- | ------- | ----------------- |
| Middenveld |         |                   |
| 6          | M       | Alfred Schreuder  |
| 14         | M       | Shinji Ono        |
| 19         | M       | Thomas Buffel     |
| 20         | M       | Jorge Acuña       |
| 22         | M       | Jean Carlos Dondé |
| 23         | M       | Hossam Ghaly      |
| Aanval     |         |                   |
| 7          | A       | Dirk Kuyt         |
| 9          | A       | Danko Lazovic     |
| 10         | A       | Anthony Lurling   |
| 11         | M/A     | Leonardo I        |
| 15         | A       | Mariano Bombarda  |
| 16         | A       | Ebi Smolarek      |
| 18         | A       | Salomon Kalou     |
| 25         | A       | Sebastián Pardo   |
| 32         | M/A     | Robin van Persie  |

* Het rugnummer 12 wordt niet uitgereikt en is voorbehouden aan Het Legioen, dat als 12e man wordt beschouwd.

## Topscorers
Legenda
- Doelpunt
- Waarvan Strafschoppen

Er wordt steeds de top 3 weergegeven van elke competitie.

### Holland Casino Eredivisie
| Plek | Speler        |    | Gescoord met penalty |
| ---- | ------------- | -- | -------------------- |
| 1.   | Dirk Kuyt     | 20 | 4                    |
| 2.   | Thomas Buffel | 15 | 0                    |
| 3.   | Ebi Smolarek  | 7  | 0                    |

### Amstel Cup
| Plek | Speler          |   | Gescoord met penalty |
| ---- | --------------- | - | -------------------- |
| 1.   | Dirk Kuyt       | 1 | 0                    |
| 1.   | Anthony Lurling | 1 | 0                    |

### Europees

#### UEFA Cup
| Plek | Speler        |   | Gescoord met penalty |
| ---- | ------------- | - | -------------------- |
| 1.   | Thomas Buffel | 2 | 0                    |
| 2.   | Dirk Kuyt     | 1 | 0                    |
| 2.   | Ferne Snoyl   | 1 | 0                    |

### Overall
| Plek | Speler        |    | Gescoord met penalty |
| ---- | ------------- | -- | -------------------- |
| 1.   | Dirk Kuyt     | 22 | 4                    |
| 2.   | Thomas Buffel | 17 | 0                    |
| 3.   | Ebi Smolarek  | 7  | 0                    |

Mannen
1954/55 · 1955/56 · 1956–1988 · 1988/89 · 1989/90 · 1990/91 · 1991/92 · 1992/93 · 1993/94 · 1994/95 · 1995/96 · 1996/97 · 1997/98 · 1998/99 · 1999/00 · 2000/01 · 2001/02 · 2002/03 · 2003/04 · 2004/05 · 2005/06 · 2006/07 · 2007/08 · 2008/09 · 2009/10 · 2010/11 · 2011/12 · 2012/13 · 2013/14 · 2014/15 · 2015/16 · 2016/17 · 2017/18 · 2018/19 · 2019/20 · 2020/21 · 2021/22 · 2022/23 · 2023/24 · 2024/25 · 2025/26

Vrouwen
2021/22 · 2022/23 · 2023/24 · 2024/25 · 2025/26
ADO Den Haag · 
Ajax · 
AZ · 
Feyenoord · 
FC Groningen · 
sc Heerenveen · 
NAC Breda · 
NEC · 
PSV · 
RBC · 
RKC · 
Roda JC · 
FC Twente · 
FC Utrecht · 
Vitesse · 
Volendam · 
Willem II · 
FC Zwolle